# Уоррен (округ, Огайо)
Округ Уоррен (англ. Warren County) располагается в США, штате Огайо. Официально образован 1 мая 1803 года. По состоянию на 2010 год, численность населения составляла 212 693 человек. Получил своё название в честь американского государственного деятеля Джозефа Уоррена.

## География
По данным Бюро переписи США, общая площадь округа равняется 1 054,9 км², из которых 1 039,4 км² суша и 6,00 км² или 1,47 % это водоёмы.

### Соседние округа
- Монтгомери (Огайо) — северо-восток
- Грин (Огайо) — северо-восток
- Клинтон (Огайо) — восток
- Клермонт (Огайо) — юг
- Гамильтон (Огайо) — юго-запад
- Батлер (Огайо) — запад

## Демография
По данным переписи населения 2000 года в округе проживает 158 383 жителей в составе 55 966 домашних хозяйств и 43 261 семей. Плотность населения составляет 153 человек на км². На территории округа насчитывается 58 692 жилых домов, при плотности застройки 57 строения на км². Расовый состав населения: белые — 94,66 %, афроамериканцы — 2,73 %, коренные американцы (индейцы) — 0,18 %, азиаты — 1,26 %, гавайцы — 0,03 %, представители других рас — 0,31%, представители двух или более рас — 0,84 %. Испаноязычные составляли 1,03 % населения независо от расы.
В составе 39,70 % из общего числа домашних хозяйств проживают дети в возрасте до 18 лет, 66,20 % домашних хозяйств представляют собой супружеские пары проживающие вместе, 8,00 % домашних хозяйств представляют собой одиноких женщин без супруга, 22,70 % домашних хозяйств не имеют отношения к семьям, 18,90 % домашних хозяйств состоят из одного человека, 6,40 % домашних хозяйств состоят из престарелых (65 лет и старше), проживающих в одиночестве. Средний размер домашнего хозяйства составляет 2,72 человека, и средний размер семьи 3,12 человека.
Возрастной состав округа: 27,70 % моложе 18 лет, 7,10 % от 18 до 24, 34,00 % от 25 до 44, 21,80 % от 45 до 64 и 9,40 % от 65 и старше. Средний возраст жителя округа 35 лет. На каждые 100 женщин приходится 102,60 мужчин. На каждые 100 женщин старше 18 лет приходится 102,40 мужчин.
Средний доход на домохозяйство в округе составлял 57 952 USD, на семью — 64 692 USD. Среднестатистический заработок мужчины был 47 027 USD против 30 862 USD для женщины. Доход на душу населения был 25 517 USD. Около 3,00 % семей и 4,20 % общего населения находились ниже черты бедности, в том числе — 4,40 % молодежи (тех кому ещё не исполнилось 18 лет) и 4,70 % тех кому было уже больше 65 лет.